# مجتمع الاستخبارات الأمريكي

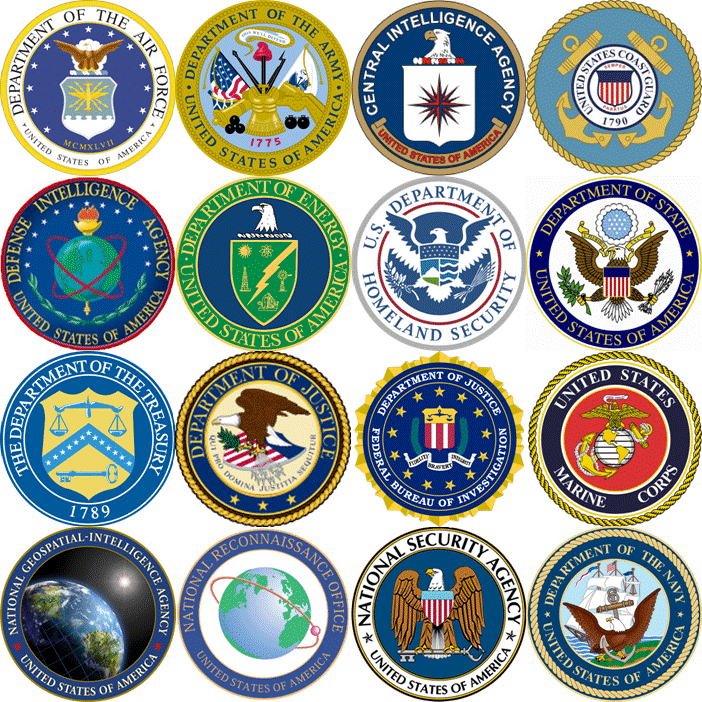
شعارات أعضاء مجتمع الاستخبارات الأمريكي

مجتمع المخابرات الأمريكي هو اتحاد يضم 16 وكالة حكومية فيدرالية أمريكية منفصلة، لكن تعمل بشكل منفصل للقيام بأنشطة استخباراتية لدعم السياسة الخارجية والأمن القومي للولايات المتحدة أُسس مجتمع المخابرات بموجب الأمر التنفيذي 12333، الذي وُقع في 4 ديسمبر 1981 من قبل الرئيس الأمريكي رونالد ريغان.
تضم المنظمات المنتسبة في مجتمع المخابرات الأمريكية وكالات الاستخبارات والاستخبارات العسكرية ومكاتب الاستخبارات والتحليل المدني ضمن الإدارات التنفيذية الاتحادية. يشرف ويرأس مجتمع الاستخبارات المكون من سبعة عشرة عضوا في جماعة الاستخبارات مدير المخابرات القومية، الذي يقدم تقاريره إلى رئيس الولايات المتحدة. ومن بين مسؤولياتها المتنوعة، يقوم أعضاء المجتمع بجمع وإنتاج معلومات استخبارية محلية وأجنبية، والمساهمة في التخطيط العسكري، ووسائل التجسس.
في عام 2010 ذكرت صحيفة واشنطن بوست أن هناك 1,271 منظمة حكومية و1،931 شركة خاصة في 10,000 موقع في الولايات المتحدة تعمل على مكافحة الإرهاب والمخابرات وضمان أمن الوطن، وأن مجتمع المخابرات ككل يضم 854,000 شخصًا يحملون تراخيص سرية. عام 2008 ووفقًا لدراسة أجراها مدير مكتب الاستخبارات القومية، يشكل المقاولون الخاصون ٪29 من القوى العاملة في مجتمع الاستخبارات الأمريكي، ما يمثل ٪49 من ميزانيات موظفيهم. تم استخدام مصطلح مجتمع الاستخبارات لأول مرة خلال فترة عمل والتر بيديل سميث كمدير للاستخبارات المركزية (1950–1953).

## خلفية تاريخية
الاستخبارات هي المعلومات التي تقوم الوكالات بجمعها وتحليلها وتوزيعها استجابة لأسئلة ومتطلبات القادة الحكوميين. الذكاء هو مصطلح واسع قد يشمل على سبيل المثال:
جمع وتحليل وإنتاج المعلومات الحساسة لدعم قادة الأمن القومي، بما في ذلك صناع السياسات والقادة العسكريون وأعضاء الكونجرس. حماية هذه العمليات وهذه المعلومات من خلال أنشطة مكافحة التجسس. تنفيذ العمليات السرية التي يوافق عليها الرئيس. تسعى لجنة الاستخبارات جاهدة إلى توفير رؤية قيمة حول القضايا المهمة من خلال جمع المعلومات الاستخبارية الأولية، وتحليل تلك البيانات في السياق، وإنتاج المنتجات ذات الصلة وفي الوقت المناسب للعملاء على جميع مستويات الأمن القومي - من المقاتل على الأرض إلى الرئيس في واشنطن.
كلف الأمر التنفيذي رقم 12333 لجنة الاستخبارات بستة أهداف أساسية:
- جمع المعلومات التي يحتاجها الرئيس، ومجلس الأمن القومي، ووزير الخارجية، والدفاع، وغيرهم من مسؤولي السلطة التنفيذية لأداء واجباتهم ومسؤولياتهم؛
- إنتاج ونشر المعلومات الاستخبارية.
- جمع المعلومات المتعلقة بالأنشطة الاستخباراتية الموجهة ضد الولايات المتحدة و/أو الأنشطة الإرهابية الدولية و/أو الأنشطة للحماية منها، والأنشطة العدائية الأخرى الموجهة ضدها الولايات المتحدة من قبل القوى الأجنبية والمنظمات والأشخاص ووكلائهم؛
- الأنشطة الخاصة (تُعرف بأنها الأنشطة التي يتم إجراؤها لدعم أهداف العلاقات الخارجية للولايات المتحدةفي الخارج والتي يتم التخطيط لها وتنفيذها بحيث "لا يكون دور حكومة الولايات المتحدة واضحًا أو معترفًا به علنًا"، ويعمل على دعم مثل هذه الأنشطة، ولكن ليس المقصود منها التأثير على العمليات السياسية أو الرأي العام أو السياسات أو وسائل الإعلام في الولايات المتحدة ولا تشمل الأنشطة الدبلوماسية أو جمع المعلومات الاستخبارية وإنتاجها أو وظائف الدعم ذات الصلة)؛
- الأنشطة الإدارية والدعم داخل الولايات المتحدة وخارجها اللازمة لأداء الأنشطة المصرح بها و
- مثل هذه الأنشطة الاستخباراتية الأخرى التي قد يوجهها الرئيس من وقت لآخر.

قبل إنشاء وكالة المخابرات المركزية، كانت هناك عدة وكالات مخابرات حربية واستخبارات عسكرية، مكتب التحقيقات الفيدرالي أدىا دورهما إلى حد محدود.

## الهيكل التنظيمي

### الأعضاء
يرأس مجتمع الاستخبارات مدير المخابرات الوطنية DNI ، الذي تمارس قيادته القانونية من خلال مكتب مدير المخابرات الوطنية ODNI . الأعضاء الستة عشر الآخرون في IC مجتمع الاستخبارات هم:
|     | الشعار | القسم                                           | الاختصار       | القسم الام                           | القسم الفيدرالي     | التأسيس |
| --- | ------ | ----------------------------------------------- | -------------- | ------------------------------------ | ------------------- | ------- |
| 1   |        | مكتب الاستخبارات البحرية                        | ONI            | بحرية الولايات المتحدة               | وزارة الدفاع        | 1882    |
| 2   |        | مخابرات خفر السواحل                             | CGI            | حرس السواحل الأمريكي                 | وزارة الأمن الداخلي | 1915    |
| 3   |        | مكتب الاستخبارات والبحوث                        | INR            | وزارة الخارجية الولايات المتحدة      | وزارة الخارجية      | 1945    |
| 4   |        | وكالة المخابرات المركزية                        | CIA            | None                                 | الوكالات المستقلة   | 1947    |
| 5   |        | القوات الجوية السادسة عشرة                      |                | القوات الجوية الأمريكية              | وزارة الدفاع        | 1948    |
| 6 7 |        | وكالة الأمن القومي الأمريكية خدمة الأمن المركزي | NSA CSS        | وزارة الدفاع الولايات المتحدة        | وزارة الدفاع        | 1952    |
| 8   |        | مكتب الاستطلاع الوطني                           | NRO            | وزارة الدفاع الولايات المتحدة        | وزارة الدفاع        | 1961    |
| 9   |        | وكالة استخبارات الدفاع                          | DIA            | وزارة الدفاع الولايات المتحدة        | وزارة الدفاع        | 1961    |
| 10  |        | Military Intelligence Corps ‏                    | MIC            | القوات البرية للولايات المتحدة       | وزارة الدفاع        | 1977    |
| 11  |        | مكتب المخابرات والمخابرات المضادة               | OICI           | وزارة الطاقة الأمريكية               | وزارة الطاقة        | 1977    |
| 12  |        | استخبارات المشاة البحرية                        | MCI            | قوات مشاة بحرية الولايات المتحدة     | وزارة الدفاع        | 1978    |
| 13  |        | الوكالة الوطنية للاستخبارات الجغرافية المكانية  | NGA            | وزارة الدفاع الولايات المتحدة        | وزارة الدفاع        | 1996    |
| 14  |        | Office of Intelligence and Analysis ‏            |                | وزارة الخزانة الولايات المتحدة       | وزارة الخزانة       | 2004    |
| 15  |        | قسم الاستخبارات                                 | IB             | مكتب التحقيقات الفيدرالي             | وزارة العدل         | 2005    |
| 16  |        | مكتب استخبارات الأمن القومي                     |                | إدارة مكافحة المخدرات                | وزارة العدل         | 2006    |
| 17  |        | مكتب الاستخبارات والتحليل                       |                | وزارة الأمن الداخلي الولايات المتحدة | وزارة الأمن الداخلي | 2007    |
| 18  |        | مركز استخبارات الفضاء الوطني                    | Space Delta 18 | القوة الفضائية للولايات المتحدة      | وزارة الدفاع        | 2020    |

### الهيكل التنظيمي والقيادة
- يشير برنامج المخابرات الوطني National Intelligence Program NIP ، المعروف سابقًا باسم برنامج الاستخبارات الخارجية الوطني كما هو محدد في قانون الأمن القومي لعام 1947 بصيغته المعدلة ، «إلى جميع البرامج والمشاريع وأنشطة مجتمع الاستخبارات، بالإضافة إلى أي برامج أخرى برامج مجتمع الاستخبارات المعينة بالاشتراك بين مدير المخابرات الوطنية DNI ورئيس إدارة أو وكالة في الولايات المتحدة أو من قبل الرئيس. ولا يشمل هذا المصطلح برامج أو مشاريع أو أنشطة من الإدارات العسكرية للحصول على معلومات استخبارية فقط لتخطيط وتنفيذ العمليات العسكرية التكتيكية من قبل القوات المسلحة للولايات المتحدة». بموجب القانون، فإن المخابرات الوطنية مسؤولة عن توجيه خطة التنفيذ الوطنية والإشراف عليها، على الرغم من أن القدرة على القيام بذلك محدودة انظر الهيكل التنظيمي وقسم القيادة .
- يشير برنامج المخابرات العسكرية Military Intelligence Program MIP إلى برامج أو مشاريع أو أنشطة الإدارات العسكرية للحصول على معلومات استخبارية فقط من أجل تخطيط وتنفيذ العمليات العسكرية التكتيكية من قبل القوات المسلحة للولايات المتحدة. ويدير MIP ويسيطر عليه وكيل وزارة الدفاع للاستخبارات. في عام 2005 ، جمعت وزارة الدفاع بين برنامج المخابرات العسكرية المشتركة وبرنامج المخابرات التكتيكية والأنشطة ذات الصلة لتشكيل MIP

### التعاون بين الوكالات
سابقا تم إعاقة التعاون بين الوكالات وتدفق المعلومات بين الوكالات الأعضاء بسبب السياسات التي سعت إلى الحد من تجميع المعلومات بسبب المخاوف المتعلقة بالخصوصية والأمن. وتشمل المحاولات الرامية إلى تحديث وتسهيل التعاون بين الوكالات داخل المجتمع الدولي أبعادا تكنولوجية وهيكلية وإجرائية وثقافية. تتضمن الأمثلة إنتليبيديا ويكي من المعلومات الموسوعية المتعلقة بالأمن؛ إنشاء مكتب مدير الاستخبارات الوطنية، مراكز الاستخبارات الوطنية، بيئة تبادل المعلومات لمدير البرنامج، ومجلس تبادل المعلومات؛ الأطر القانونية والسياسية التي حددها قانون إصلاح الاستخبارات ومنع الإرهاب لعام 2004، وتبادل المعلومات الأمر التنفيذي 13354 والأمر التنفيذي 13388، والقرار الوطني لعام 2005 استراتيجية الاستخبارات للولايات المتحدة الأمريكية.

### الميزانية

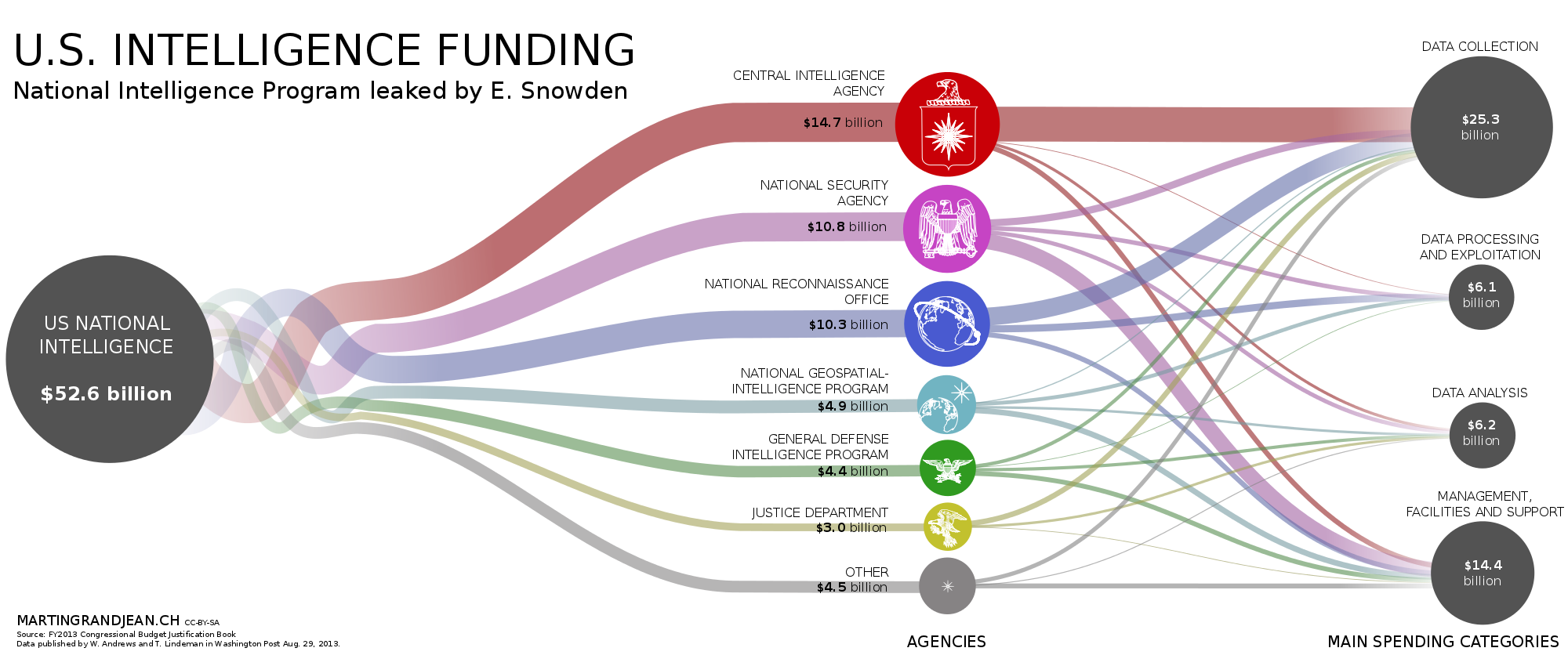
Data visualization of U.S. intelligence black budget (2013)

تم تخصيص ميزانية الاستخبارات الأمريكية (باستثناء برنامج الاستخبارات العسكرية) في السنة المالية 2022 بمبلغ 65.7 مليار$، بزيادة قدرها 3.4 مليار $ عن المبلغ المطلوب البالغ 62.3 مليار $ وارتفاعًا من 60.8 مليار $ في السنة المالية 2021. إجمالي ميزانية برنامج الاستخبارات الوطنية تم الإعلان عنها منذ عام 2007، بسبب توصيات تنفيذ قانون لجنة 11 سبتمبر لعام 2007، والتي تطلبت منهم الكشف عن "المبلغ الإجمالي للأموال التي خصصها الكونجرس" لخطة التنفيذ الوطنية في غضون 30 يومًا من نهاية السنة المالية. أصبحت الميزانية المطلوبة لخطة التنفيذ الوطنية علنية منذ عام 2011 بسبب الشرط الذي سنه الكونجرس في المادة 364 من قانون تفويض الاستخبارات للسنة المالية 2010.
حوالي 70% من ميزانية الاستخبارات إلى المقاولين لشراء التكنولوجيا والخدمات (بما في ذلك التحليل)، وفقًا لمخطط مايو 2007 الصادر عن مكتب مدير الاستخبارات الوطنية. وقد زاد الإنفاق الاستخباراتي بمقدار الثلث منذ أكثر من عشر سنوات، بالدولار المعدل حسب التضخم، وفقا لمركز تقييمات الاستراتيجية والميزانية.[بحاجة لمصدر]

في بيان حول نشر أرقام جديدة رفعت عنها السرية، قال مدير الاستخبارات الوطنية مايك ماكونيل[متى؟]:
لن يكون هناك إفصاحات إضافية عن معلومات سرية في الميزانية تتجاوز رقم الإنفاق الإجمالي لأن "مثل هذه الإفصاحات قد تضر بالأمن القومي". وكيفية تقسيم الأموال بين أجهزة المخابرات الـ16 وما يتم إنفاقه عليه أمر سري. وهي تشمل رواتب لنحو 100 ألف شخص، وبرامج أقمار صناعية بمليارات الدولارات، وطائرات، وأسلحة، وأجهزة استشعار إلكترونية، وتحليل استخباراتي، وجواسيس، وأجهزة كمبيوتر، وبرامج.
في 29 أغسطس 2013، نشرت صحيفة واشنطن بوست ملخص للمجلدات المتعددة لتبرير ميزانية الكونغرس للسنة المالية 2013 الصادرة عن مكتب مدير الاستخبارات الوطنية، وهي "الميزانية السوداء" السرية للغاية لمجتمع الاستخبارات الأمريكي. توضح ميزانية لجنة الاستخبارات للسنة المالية 2013 تفاصيل كيفية استخدام وكالات التجسس الستة عشر للأموال وكيفية أدائها ضد الأهداف التي حددها الرئيس والكونغرس. وقال الخبراء إن الوصول إلى مثل هذه التفاصيل حول برامج التجسس الأمريكية لم يسبق له مثيل. صرح ستيفن أفترجود من اتحاد العلماء الأمريكيين، الذي يقدم تحليلات لقضايا الأمن القومي: 
"لقد كان صراعًا هائلًا لمجرد الكشف عن رقم الميزانية الأعلى، ولم يتم ذلك بشكل مستمر إلا منذ عام 2007... "إن الفهم الحقيقي لهيكل وعمليات بيروقراطية الاستخبارات كان بعيدًا تمامًا عن متناول الجمهور. 
وهذا النوع من المواد، حتى على أساس تاريخي، لم يكن متاحًا ببساطة." إن الوصول إلى تفاصيل الميزانية سيمكن من إجراء نقاش عام مستنير حول هذا الموضوع. الإنفاق الاستخباراتي لأول مرة، كما قال الرئيس المشارك للجنة 11 سبتمبر، لي إتش هاميلتون. وأضاف أنه لا ينبغي استبعاد الأمريكيين من عملية الميزانية لأن مجتمع الاستخبارات له تأثير عميق على حياة الأمريكيين العاديين.

### الرقابة
يتم توزيع واجبات الرقابة على مجتمع الاستخبارات على كل من السلطتين التنفيذية والتشريعية. يتم تنفيذ الإشراف التنفيذي الأساسي من قبل المجلس الاستشاري للاستخبارات الأجنبية التابع للرئيس، ومجلس مجتمع الاستخبارات المشترك ‏، ومكتب المفتش العام ‏، ومكتب الإدارة والميزانية. يتم إسناد سلطة الرقابة الأولية للكونغرس ‏ على لجنة الاستخبارات إلى لجنتين: اللجنة المختارة الدائمة لمجلس النواب الأمريكي المعنية بالاستخبارات واللجنة المختارة لمجلس الشيوخ الأمريكي المعنية بالاستخبارات. تقوم لجنة القوات المسلحة بمجلس النواب ولجنة القوات المسلحة بمجلس الشيوخ بصياغة مشاريع قوانين للترخيص السنوي لميزانيات الأنشطة الاستخباراتية لوزارة الدفاع، وتقوم كل من لجنتي الاعتمادات بمجلسي النواب والشيوخ بصياغة مشاريع قوانين سنويًا لتخصيص ميزانيات لجنة الاستخبارات. لعبت لجنة مجلس الشيوخ للأمن الداخلي والشؤون الحكومية دور رائد في صياغة تشريع إصلاح الاستخبارات في الكونغرس الأمريكي الثامن بعد المائة ‏.

## معرض الصور

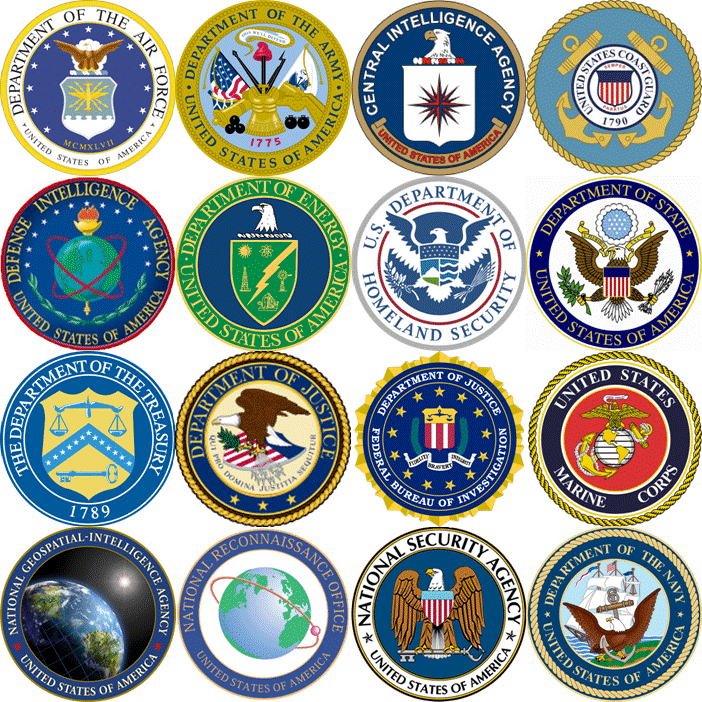
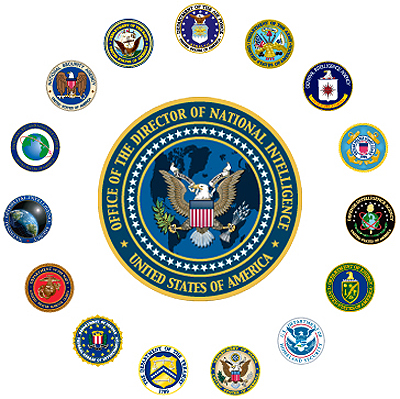
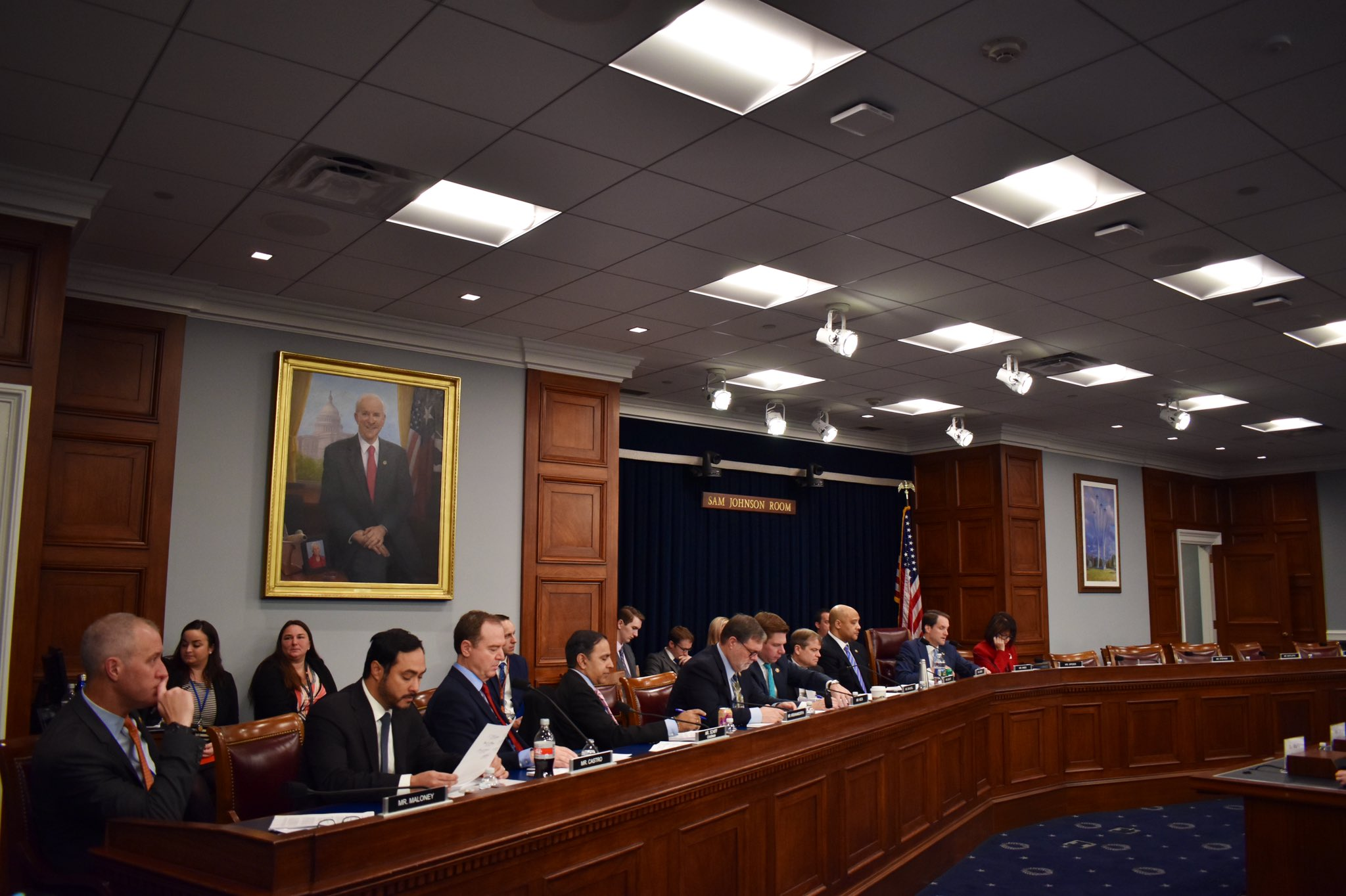
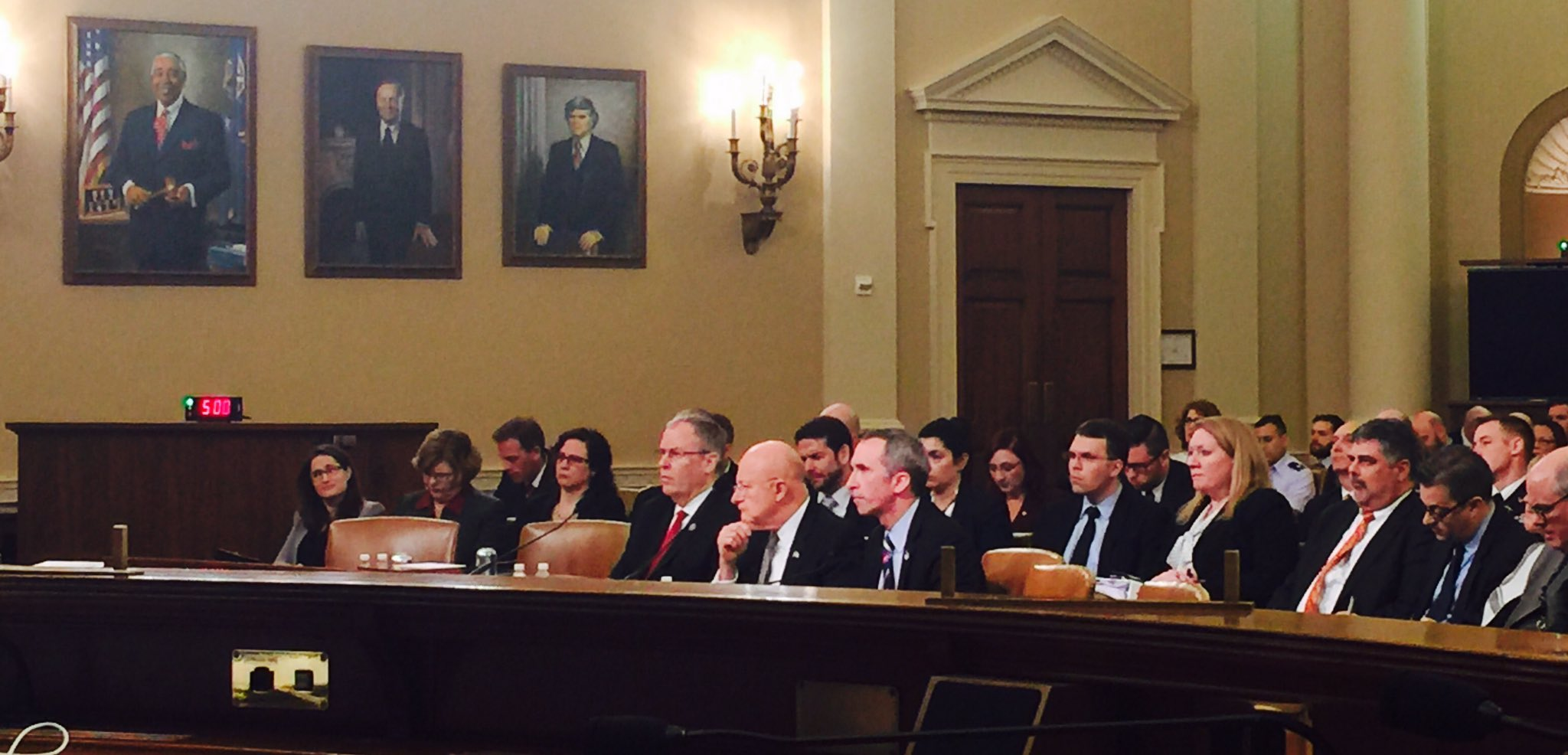
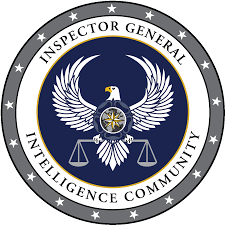
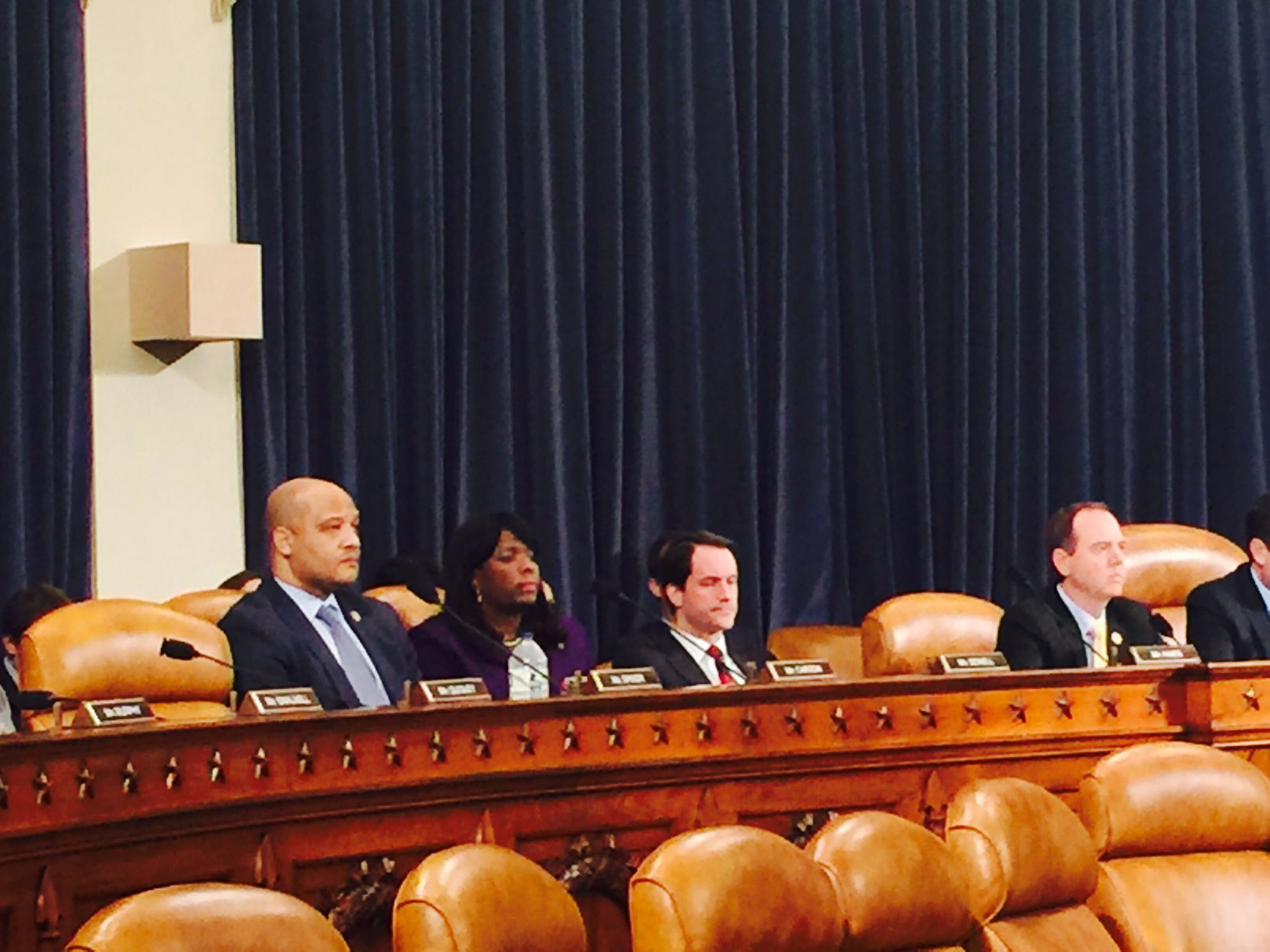
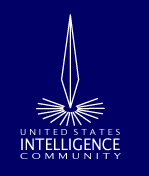
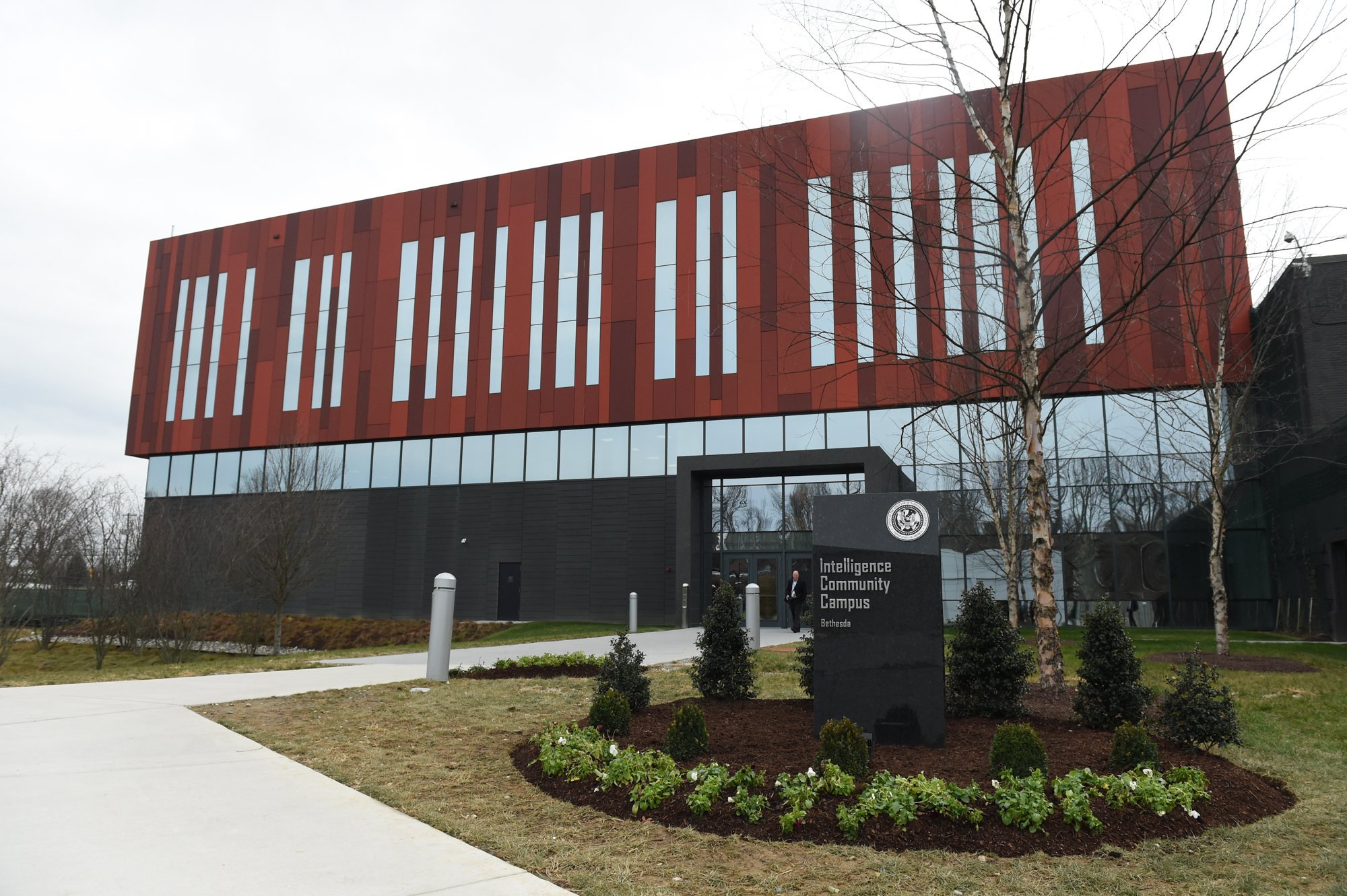
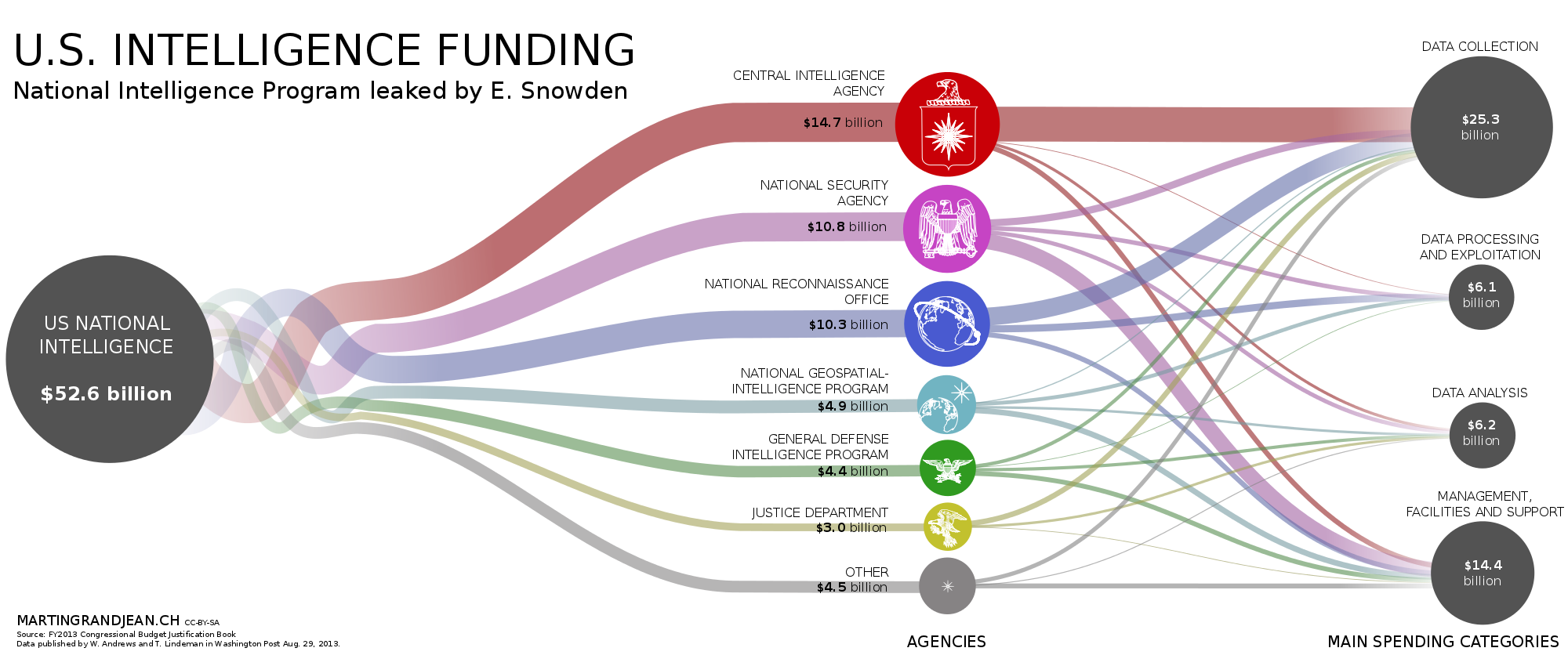